# Perdita cushmani
Perdita cushmani är en biart som beskrevs av Timberlake 1964. Perdita cushmani ingår i släktet Perdita och familjen grävbin. Inga underarter finns listade i Catalogue of Life.